# Tibaldeschi (famiglia)

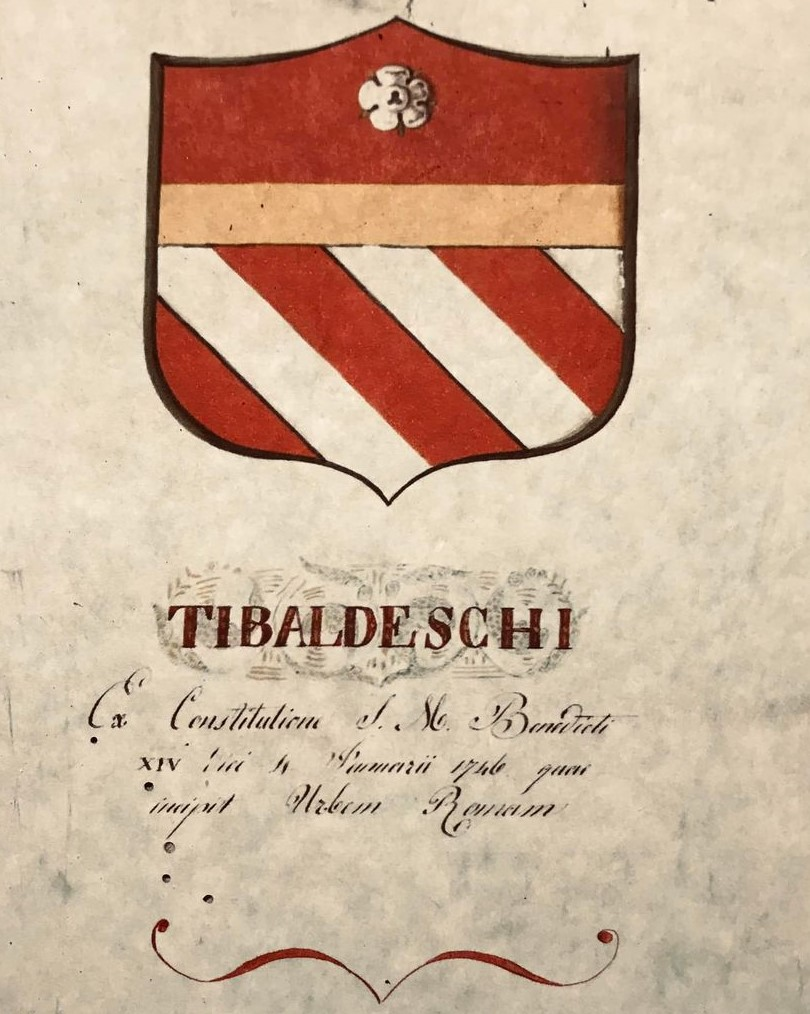
Stemma della famiglia Tibaldeschi, nobili romani. Lo stemma è tratto dal Libro d’oro delle nobili famiglie romane, in virtù della Bolla Benedettina Urbem Romam del 1742.

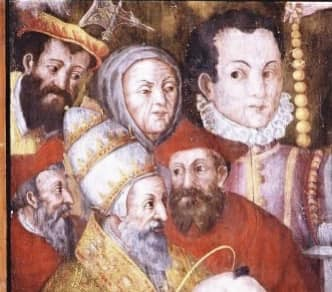
Dipinto del 1580 raffigurante alcuni membri della famiglia Tibaldeschi di Ferentino insieme a parenti affini. Il ramo ferentinate della famiglia, attivo nel Cinquecento, si unì alla nobile famiglia Ciocchi del Monte di San Savino tramite il matrimonio tra Giulio Cesare Tibaldeschi e Lorenza Ciocchi del Monte, cugina carnale sia del pontefice Giulio III (Giovanni Maria Ciocchi del Monte) sia di Pietro del Monte, Gran Maestro dell’Ordine Gerosolimitano (oggi Sovrano Militare Ordine di Malta). Il dipinto si presenta con, in alto a sinistra, Vincenzo Tibaldeschi, raffigurato con vesti da governatore e capitano di guerra del popolo di Ferentino; al centro in alto compare Lorenza Ciocchi del Monte, madre di Vincenzo, Aurelio e Fabrizio; in primo piano è rappresentato Fabrizio Tibaldeschi, fratello di Vincenzo e Aurelio; in basso a sinistra si trova Pietro del Monte, Gran Maestro dell’Ordine Gerosolimitano; al centro in basso è raffigurato il pontefice Giulio III; infine, in basso a destra, appare Aurelio Tibaldeschi, vescovo di Ferentino, cavaliere gerosolimitano e commendatario delle commende melitensi di San Giacomo di Ferentino, di Albarese e di San Giustiniano di Perugia.

La casata dei Tibaldeschi (o Tebaldeschi) è un'antica famiglia nobile originaria di Ferentino.
La famiglia è nata a Roma e vi è documentata sin dal XIV secolo.
In seguito alla bolla pontificia Urbem Romam, promulgata nel 1774 da papa Benedetto XIV, la famiglia patrizia fu ufficialmente inclusa nell’Albo della nobiltà romana, entrando successivamente a far parte della nobiltà italiana dopo la caduta dello Stato Pontificio.
Nel 1922, la famiglia fu nuovamente riconosciuta nel Libro d'oro della nobiltà italiana con il titolo di "nobili di Ferentino".
Le origini di questa antichissima famiglia sono incerte e, tra le numerose teorie, tre sono considerate realisticamente plausibili. Secondo una prima versione riportata da Padre Fortunato Ciucci, la famiglia Tibaldeschi deriverebbe da Tibaldo Orsini, nobile romano che, in seguito a contrasti con i fratelli, ordinò che i suoi figli ed eredi assumessero il cognome Tibaldeschi (formato a partire dal nome Tibaldo), disponendo anche la modifica dell’arma araldica familiare, la quale doveva presentare colori opposti rispetto a quella originaria. Secondo lo storico Teodoro Amayden, invece, la famiglia discenderebbe sia dalla Casa Orsini che dalla stirpe germanica dei Tebaldi.
Mentre una terza teoria colloca le origini della famiglia nell'Italia centrale, ove sarebbe attestata in diversi rami residenti a Roma, Norcia, Ascoli Piceno e Ferentino sin dal Trecento.

## Ramo di Roma
È stato accertato storicamente che la famiglia Tibaldeschi era già presente a Roma nel XIII secolo. In una convenzione del 20 febbraio 1274 tra Matteo di Napoleone Orsini e Giacomo, suo fratello, si fa infatti menzione di una terra detta "la Cavisana", dotata di torre merlata e situata nella Valle di Formello, appartenente a Tommaso Ammazzalupi in condominio con i Tibaldeschi.
Il ramo dei Tibaldeschi di Roma della metà del XIII secolo è lo stesso che risiedeva a Ferentino, poiché la città era già apprezzata come meta di villeggiatura estiva sin dai tempi degli imperatori romani e dei pontefici, come ricorda Orazio nella sua Epistola: Si te grata quies primam somnus in horam delectat, si te pulvis strepitusque rotarum, si laedit, caupona, Ferentinum ire iubebo: nam neque divitibus contingunt solis. In italiano: "Se ti piace la tranquillità ed il sonno continuo fino al levarsi del sole, se ti dan fastidio la polvere ed il fracasso delle ruote e le osterie, ti consiglierei di andartene a Ferentino: poiché non ai soli ricchi è dato di godere".
Ferdinando Gregorovius pone le abitazioni della famiglia Tibaldeschi nei rioni romani di Ponte e Parione.
Nel XIV secolo vi era a Roma una via de' Tebaldeschi, ora denominata via dei Cappellari.
Nei protocolli del notaio romano Iohannes Nicolai Pauli, in un atto di vendita datato 24 ottobre 1348, compaiono i presbiteri Stefano e Tebaldo de' Theballescis, canonici della chiesa romana di Sant'Adriano.
Nell'elenco degli statuti romani del 1363, relativo alla "felice società dei Balestrieri e dei Pavesati", figurano per lo più notai e uomini di legge, tra i quali è citato: Nicolaus Thebaldeschi de regione Parionis. Tra gli esponenti più illustri di questa famiglia romana si distinse il cardinale Francesco Tibaldeschi.

### Francesco Tibaldeschi

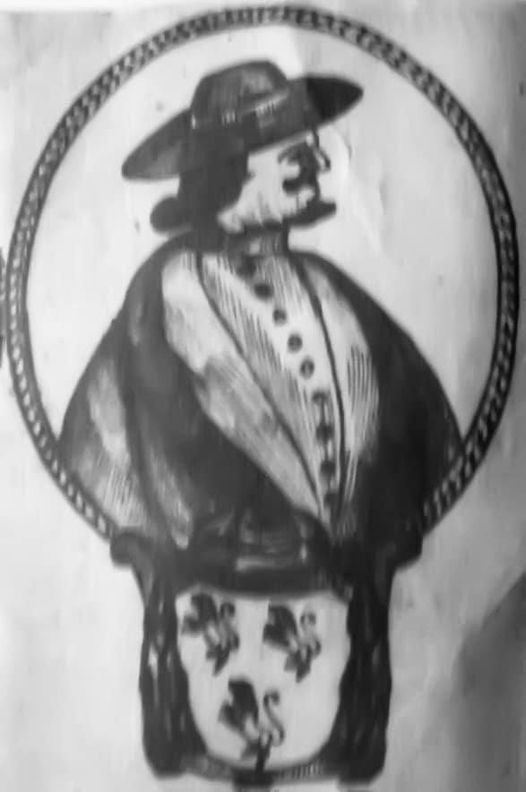
Stampa dell'Ottocento raffigurante Francesco Tibaldeschi, cardinale col titolo di Santa Sabina.

Francesco Tibaldeschi nacque a Ferentino intorno al 1299, figlio del nobile Giovanni di Tebaldo dei Tebaldeschi (de Thebaldescis) e della nobildonna Costanza Caetani degli Stefaneschi, quest'ultima figlia del senatore romano Pietro Stefaneschi e di Perna, a sua volta figlia di Gentile Orsini, nipote del papa Nicolò III Orsini.
Costanza Caetani degli Stefaneschi, madre di Francesco, era sorella del cardinale Giacomo Caetani Stefaneschi.
Francesco Tibaldeschi era cugino del cardinale Annibaldo Caetani de' Ceccano, poiché la madre del cardinale Annibaldo era sorella della madre di Francesco Tibaldeschi.
Per intercessione dello zio, il cardinale Jacopo Stefaneschi, Francesco ricevette nel 1335 i canonicati presso la Basilica di Santa Maria in Trastevere, a Padova e a Ferrara.
Sotto il pontificato di papa Benedetto XII (gennaio 1335), Francesco Tibaldeschi appare per la prima volta come esecutore di lettere beneficiarie papali.
Nel maggio 1336 subentrò a un membro della famiglia Orsini in un canonicato presso Santiago di Compostela, ma particolarmente importante per lui fu il canonicato di San Pietro in Vaticano.
Di San Pietro in Vaticano fu anche camerarius, ossia responsabile della gestione economica e amministrativa, e, dal 1335 circa, priore ossia decano; in questa veste fece erigere una cappella detta Ossibus Apostolorum, dotandola di tre chierici beneficiati per i servizi liturgici, con beni a Velletri, a Torricella (diocesi di Porto) e a Roma.
In qualità di priore di San Pietro, concluse importanti transazioni, tra cui l'acquisto di metà del castello di Attigliano da Orso di Napoleone Orsini, avvenuto il 25 agosto 1360.
Nel 1348 è attestato tra gli esecutori testamentari del cardinale Annibaldo Caetani de' Ceccano, in qualità di priore della Basilica di San Pietro in Roma. Nel suo testamento del 17 giugno 1381, il cardinale Annibaldo menziona Francesco Tibaldeschi come uno dei suoi consanguinei e cappellani.
Compare anche come testimone in un atto riguardante l’abitazione del vescovo di Firenze, mons. Francesco degli Atti, redatto ad Avignone nel 1355.
Nel 1363 Francesco Tibaldeschi era già così apprezzato da essere incluso tra gli emissari inviati da papa Urbano V. Gli fu affidata l’amministrazione del finanziamento per i lavori di restauro delle chiese dell’Urbe e, insieme all’abate di San Paolo fuori le mura, gli fu assegnata la supervisione della fabbrica dell’abbazia di San Paolo fuori le mura.
Nel settembre 1363 fu indicato dal pontefice come uno degli interlocutori di Giacomo Muti, incaricato di preparare il ritorno del papa a Roma, in particolare per la trattativa relativa all’acquisto di Castel Sant’Angelo dagli eredi di Napoleone Orsini.
Nel 1365, secondo un atto del notaio romano Antonio Giocoli datato 11 giugno, il signor Francesco Tebaldeschi, priore della Basilica di San Pietro in Vincoli, vendette una casa situata nel portico di San Pietro.
Nel 1367, il papa ad Avignone lo nominò cappellanus honoris, un titolo onorifico che indicava il suo speciale riconoscimento e la vicinanza al pontefice, conferendogli prestigio senza assegnargli necessariamente un incarico pastorale diretto.
Nel 1368, Francesco fu nominato cardinale a Montefiascone da papa Urbano V con il titolo presbiteriale di Santa Sabina durante il pontificato di Guglielmo di Grimoard (1362-1370). Nel 1369, assieme ad altri quattro cardinali, fu inviato dal papa a Roma per ricevere nella chiesa di Santo Spirito in Sassia la solenne professione di fede dell'imperatore di Costantinopoli Giovanni V Paleologo.
Ricoprì la carica di legato pontificio di Roma, di Marittima e Campagna, del Patrimonio di San Pietro in Tuscia e del ducato di Spoleto; fu inoltre Tesoriere della chiesa di Langres.
Nel 1370 partecipò al Conclave di Avignone che elesse papa Gregorio XI, Pietro Roger de Beaufort, il quale lo nominò suo legato a Roma con ampi poteri e con l’ordine di riportare all’osservanza i baroni romani. Francesco morì nel 1378 a Roma e fu tumulato in San Pietro, nelle grotte Vaticane.
Accenna a questo cardinale anche lo storico Giovardi, affermando che fosse romano ma di origine ferentinate; inoltre, lo stesso Giovardi sostiene che lo stemma dei Tibaldeschi derivi da quello degli Orsini, stemma che si poteva ammirare presso le mura della Porta Santa Croce di Veroli.
Lo storico Luigi Morosini, nel suo libro Notizie storiche di Ferentino, inserisce il cardinale Francesco Tibaldeschi tra i personaggi illustri della città.
Nel 1460 Pietro Tibaldeschi di Roma, figlio di Tebaldo e di Orsina di Ulisse Orsini, si trasferì nel Monferrato, dove entrò al servizio dei marchesi Paleologici e fu infeudato di diverse località.
Nel 1470 si ha notizia a Roma della presenza di Francesca di Tebaldo dei Tebaldeschi, residente nel rione Parione, che sposò Agapito di Filippo Porcari, originario del rione Pigna.
Nel 1510 si registra a Roma la presenza di diversi membri della famiglia Tibaldeschi come conservatori, magistrati della Camera Capitolina: Tebaldo dal 1510, Albertino dal 1523 e Michelangelo dal 1551.
Da Pietro Tibaldeschi romano discende Bernardino, primo vescovo di Casale (1474 - 1517).

## Ramo di Norcia
Nella metà del XIV secolo, un ramo dei Tibaldeschi si trasferì da Roma a Norcia. Dei Tibaldeschi di Norcia sono noti Pietro e Lazzaro, entrambi figli di Giovanni Tibaldeschi.
Il 7 gennaio 1442, Pietro, in qualità di senatore e commissario del cardinale d'Aquileia, giudicò e condannò a morte, nel castello di Passerano, Giacomo de' Sordi e i suoi compagni.
Nel 1444, il senatore e conte Pietro Tibaldeschi ricoprì la carica di capitano del Popolo a Firenze, diventandone poi Podestà tra il 1456 e il 1457. Nel 1490, dotò una cappella sita nella chiesa romana di San Lorenzo in Damaso con l’onere di messe da celebrarsi quotidianamente.
Sono inoltre noti i signori Marcello, Tommaso, Berardo, governatore dell’Aquila, Martino, Podestà di Faenza nel 1430, Vincenzo, da cui discendono Pomponio, prete canonico prebendario della chiesa di Santa Maria Maggiore di Ferentino, e Giustiniano; da donna Silvia Accursi derivano Gerolamo, Giulio, Annibale, Bartolomeo e Porzia. I Tibaldeschi di Norcia si estinsero nella famiglia Argentieri nella metà del XVIII secolo.

## Ramo di Ascoli Piceno
Il ramo di Ascoli Piceno compare nel corso del XIII secolo. I suoi membri rivestirono ruoli di rilievo nella fazione guelfa e mantennero un'influenza significativa nelle vicende politiche della città, fino alla loro estinzione nella seconda metà del XVIII secolo.”
Nel 1360, Ascoli Piceno fu conquistata da Filippo Tibaldeschi, capitano di ventura noto come Boffo da Massa, che ne assunse il governo per circa un anno (1360–1361).
Filippo Tibaldeschi, appartenente alla Lega della Repubblica di Firenze, partecipò alla Guerra degli Otto Santi e fu protagonista di numerose operazioni militari nelle Marche, tra cui la conquista di Fermo insieme a Gentile da Mogliano tra il 1360 ed il 1370, la conquista di Castiglione, della quale mancano fonti storiche per una corretta datazione, l’assedio della cittadella di Ascoli iniziato intorno al 27 febbraio 1360 e conclusosi con la capitolazione il 13 dicembre 1360, l’assedio di Ripatransone nel maggio 1376, un secondo tentativo presso lo stesso castello il 13 settembre 1376, la conquista di Cossignano e di Castignano nel corso del 1377, l’assedio di Carassai nel 1377 (preceduto da rivolte e devastazioni operative già avviate nello stesso periodo), la conquista di Porchia nel 1377, l’assedio di Rotella dal 1360 al 1361 sotto il dominio dei Tibaldeschi, e l’assedio di Montalto delle Marche nel novembre 1381 durante una campagna militare congiunta con Lucio di Landau e Giovanni Acuto.
Filippo Tibaldeschi, venne assassinato il 4 settembre 1387, ebbe così fine la violenta parabola di Boffo da Massa, che per alcuni anni riuscì a trasformare Carassai in una piccola signoria, fu sepolto nella chiesa di Sant'Eusebio, successivamente demolita nel 1832.
Nel 1404 Giovanni di Massio (o di Massa) dei Tibaldeschi fece costruire il Palazzo Tibaldeschi, come attesta un’epigrafe tuttora visibile sulla facciata dell’edificio in via Tomasacco 5 ad Ascoli Piceno, che così recita: «Il grande e strenuo Giovanni di Massio (o di Massa) dei Tibaldeschi fece fare queste case in lode e in reverenza di Iddio onnipotente, della santa vergine Maria, di sant’Emidio e di san Martino, protettore della parte guelfa, nell’anno del Signore 1404, nella dodicesima indizione, al tempo di papa Bonifacio IX»

## Ramo di Ferentino del XVI° secolo
Il ramo della famiglia Tibaldeschi di Ferentino, attivo dal XVI secolo, ebbe origine da esponenti provenienti dal ramo di Norcia, che risiedevano alternativamente anche a Roma.
I Tibaldeschi di Ferentino erano legati da vincolo di parentela con la famiglia Ciocchi del Monte, dalla quale provenne Papa Giulio III. Giulio Cesare Tibaldeschi sp. Lorenza Ciocchi del Monte di San Savino, cugina di Papa Giulio III. Lorenza era figlia di Pier Paolo, fratello del cardinale Antonio Maria Ciocchi del Monte, nonché fratello di Vincenzo, padre di Giovanni Maria, futuro Giulio III. Lorenza Ciocchi del Monte volle che i suoi figli portassero anche il cognome del Monte, unito a quello dei Tibaldeschi, divenendo: Tibaldeschi del Monte; questo cognome unito si portò per diverse generazioni, incominciando da Aurelio, vescovo di Ferentino (1554-1585), e da suo fratello Vincenzo, governatore di Ferentino (1557).
Il primo esponente della famiglia Tibaldeschi a comparire a Ferentino fu nel 1493 il dottor Roberto Tibaldeschi di Norcia, funzionario papale, Rettore e Giudice Generale di Marittima e Campagna, sede questa situata proprio a Ferentino.

### Roberto Tibaldeschi

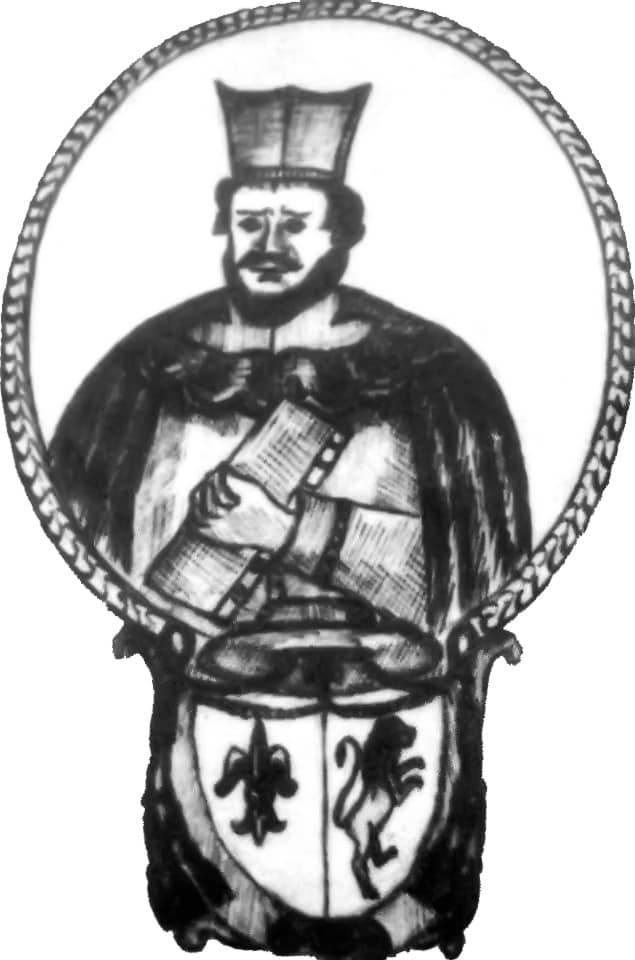
Stampa raffigurante S.E. mons. Roberto Tibaldeschi di Norcia, vescovo di Civitate nel regno di Napoli (1505-1517), già Rettore e Giudice Generale di Marittima e Campagna (1498-1505).

Roberto Tibaldeschi nacque a Norcia nel 1468 e morì nel 1517. Figlio di sir Lazzaro, notaio in Norcia, venne inviato a Roma a studiare sotto la protezione di suo zio, il senatore Pietro Tibaldeschi, figlio di Giovanni Tibaldeschi di Norcia
Finito gli studi, si laureò in giurisprudenza. Nel 1485, tornato a Norcia, sposò donna Laura.Il loro figlio, Giulio Cesare, nacque a Norcia nel 1492 e morì a Ferentino nel 1569.
Il 15 settembre 1493 Roberto Tibaldeschi venne nominato dal pontefice Alessandro VI funzionario papale, rettore e Giudice Generale di Marittima e Campagna, sede questa posta a Ferentino. In seguito si trasferì da Norcia a Ferentino con la moglie, donna Laura, e il figlio Giulio Cesare
Donna Laura, moglie di Roberto Tibaldeschi, morì a Ferentino nel 1503. In seguito Roberto decise di dedicarsi alla vita ecclesiastica. Papa Giulio II "della Rovere" lo nominò nel 1505 vescovo di Civitate nel Regno di Napoli, diocesi che amministrò per dodici anni, dal 1505 al 1517 (cfr. Diocesi di San Severo). In alcuni documenti Roberto Tibaldeschi viene menzionato anche come Roberto Tebaldino anziché Tibaldeschi, mentre l’Eubel lo cita con il nome di Roberto Tribaldeschi.
Lo storico Annibale Mariotti, nel suo libro Saggio di memorie istoriche civili ed ecclesiastiche della città di Perugia, vol. I, edizione II, riporta quanto segue: "Anno 1510, 11 luglio, Roberto Tebaldino vescovo di Civitate Castellana (Annalis Pellini part. 3, pag. 268) fu Vicelegato; questi fu Roberto Tribaldeschi, o Tebaldeschi, romano ma originario di Norcia, il quale non fu mai vescovo di Civitate Castellana, bensì di Civitate nel Regno di Napoli, alla quale chiesa fu eletto il 23 giugno 1505 (Ughelli, Italia Sacra, in Episc. Civitatensibus num. 23 op. T. VIII, col. 273). Nel V registro de' Brevi della cancelleria Decemvirale, al foglio 34, sono registrate alcune leggi da lui emanate per il governo del magistrato il 1º aprile 1512, in cui si intitola Vescovo Civitatense e Vicelegato del Cardinale di Pavia, Legato di Perugia. Questo Roberto, prima di diventare ecclesiastico, aveva avuto una moglie, dalla quale ebbe Giulio Cesare, dottore, che nel 1514 sposò Lorenza, figlia di Pietro Paolo Ciocchi del Monte di San Savino, come risulta da un atto rogato da Dario di Ridolfi Costanzi il 9 ottobre 1514 nell’Archivio Perugino. In una sentenza datata 7 ottobre 1512, si intitola "Reverendissimi Domini a tit. S. Vitale Presb. Card. Papiens Perusiae etc. Legati de Latere Locumtenens Generalis" (Matric. de’ Pollajoli a cart. 53)".
Nel 1508 Giulio II lo nominò governatore di Benevento e, dopo due anni, venne nominato vice-legato di Perugia nella legazione del cardinale Antonio Maria Ciocchi del Monte.
Mons. Roberto si fece subito apprezzare dal cardinale Antonio Maria Ciocchi del Monte, tanto che, per la stima nutrita nei suoi confronti, questi diede in sposa una sua nipote, Lorenza, figlia di suo fratello Pier Paolo Ciocchi del Monte, allora gonfaloniere di Perugia, al figlio di mons. Roberto Tibaldeschi, Giulio Cesare, che sposò Lorenza a Perugia nel 1514.
Nel 1515, con apposita bolla, papa Leone X affidò a monsignor Roberto Tibaldeschi un delicato incarico ispettivo presso l'ex convento di San Francesco in Offida, finalizzato a indagare su presunti malcostumi e irregolarità nella condotta delle monache. Monsignor Roberto morì nel 1517 nella sua sede episcopale di Civitate, corrispondente all’odierna diocesi di San Severo.

### Giulio Cesare Tibaldeschi
Giulio Cesare Tibaldeschi, nobile di Ferentino, nacque a Norcia nel 1492, figlio di monsignor Roberto Tibaldeschi, nobile romano, e di Laura. Morì a Ferentino nel 1569.
Subito dopo la nascita, fu condotto a Ferentino, dove il padre, nel 1493, era stato nominato rettore e giudice generale di Marittima e Campagna. Vi rimase fino al 1505, anno in cui Roberto Tibaldeschi, rimasto vedovo, poté intraprendere la carriera ecclesiastica. Nello stesso anno, papa Giulio II lo nominò vescovo di Civitate (nell’attuale Diocesi di San Severo), incarico che mantenne fino al 1517.
Nel 1510, Roberto Tibaldeschi fu nominato vice-legato di Perugia, nella legazione affidata al cardinale Antonio Maria Ciocchi del Monte. In tale contesto, Giulio Cesare poté completare nel 1512 i suoi studi universitari presso l’Università di Perugia.
Durante il soggiorno perugino, Giulio Cesare Tibaldeschi ebbe modo di frequentare l’ambiente della famiglia del Monte, all’interno del quale conobbe Lorenza Ciocchi del Monte, figlia di Pier Paolo Ciocchi del Monte e di Maria Soggi, nobildonna alla quale si legò sentimentalmente. Nel 1514 sposò Lorenza Ciocchi del Monte, e le nozze furono celebrate a Perugia dallo zio della sposa, il cardinale Antonio Maria Ciocchi del Monte di San Savino, e dal padre dello sposo, mons. Roberto Tibaldeschi.
Nel 1515 Giulio Cesare Tibaldeschi fece ritorno alle sue proprietà e alla dimora familiare di Ferentino, città dove permaneva anche il ricordo della madre, donna Laura, scomparsa nel 1503. 
Dal matrimonio con Lorenza Ciocchi del Monte nacquero quattro figli: Aurelio, che fu vescovo di Ferentino; Fabrizio; Vincenzo, futuro governatore della città; e Cornelia.
Secondo alcuni rogiti notarili, Giulio Cesare Tibaldeschi risulta attivo nella stipula di atti tra il 1515 e il 1568.
Nel 1516 concesse in affitto ad alcuni agricoltori alcuni mulini di sua proprietà, situati nel territorio di Ferentino, lungo il fiume Alapro. Nel 1526 acquistò tutti i diritti e le azioni relativi ai mulini posti lungo il corso dell'Alapro, compresa la cosiddetta "mola da piedi di Vangelista".
L’11 marzo 1560 il dottor Giulio Cesare Tibaldeschi di Ferentino, cittadino romano, rinunciò a favore del figlio, il magnifico Vincenzo Tibaldeschi, e del nobile signore Girolamo de Teodini ai beni e agli spogli del defunto reverendo Eliseo Teodini, già vescovo di Sora. Nel rogito si legge: Il magnifico Giulio Cesare Tibaldeschi di Ferentino, cittadino romano, cessionario degli spogli del fu rev. Eliseo Teodini, già vescovo di Sora, dalla reverenda camera apostolica, di circa venti anni, volendo rinunziare a favore del figlio il magnifico Vincenzo Tibaldeschi e del nobile signore Girolamo de Teodini, con pronuncia del vescovo di Ferentino, Aurelio Tibaldeschi, approva ogni cosa e spontaneamente rimette ad Elena de Teodini, assente, ma per essa al marito Girolamo, ogni cosa sugli spogli sopraddetti, già rogati per mano dell’egregio notaio Pellegrino Colsi di Arpino.
L’atto fu rogato a Ferentino, nel palazzo episcopale, nella camera del vescovo, alla presenza di Albano de Bellis, cittadino di Opsoniano (oggi Orsogna, Chieti), Ercole de Bellis di Arpino e Camilo di Rahonte di Ferentino..
Il 21 luglio 1568 il dottor Giulio Cesare, nobile romano, costituì suoi procuratori i signori Giliberto Rossi di Santo Padre e Pietro Carusio di Bistagno (Alessandria) per tutte le cause relative agli spogli del fu reverendissimo don Eliseo de Teodini, già vescovo di Sora. Dal rogito notarile (procura) si evince che Giulio Cesare è descritto dal notaio anche con il cognome della moglie, come riportato nel testo:Il signor Giulio Cesare Tibaldeschi de Monte, di Ferentino, spontaneamente costituisce come suoi procuratori generali i signori Giliberto Rossi di Santo Padre e Pietro Caruso di Bistagno (Alessandria) per tutte le cause che ha sopra gli spogli del fu Rev. D. Elisio vescovo di Sora, concessi dalla reverenda camera apostolica.
Atto in Ferentino nel palazzo della cancelleria alla presenza dei testimoni … e Domenico de Domenicis di Cave, abitante in Ferentino.
Giulio Cesare morì a Ferentino nel dicembre del 1569.

### Aurelio Tibaldeschi

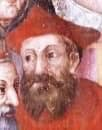
Ritratto del 1580, raffigurante S.E. mons. Aurelio Tibaldeschi, vescovo di Ferentino.

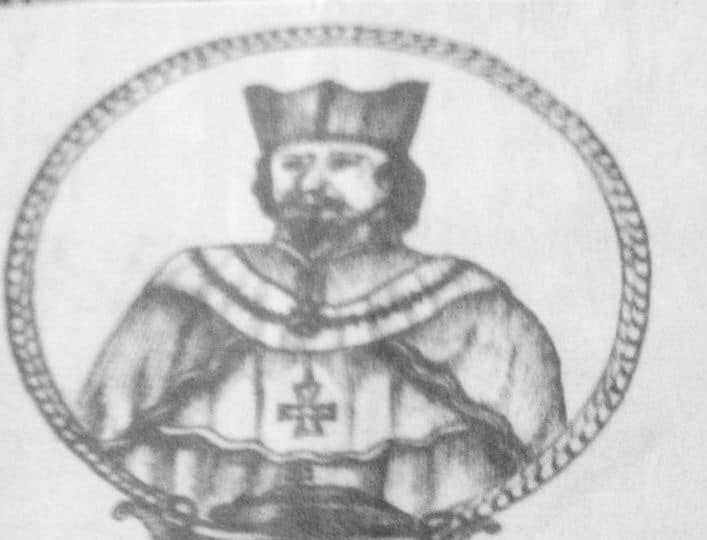
Stampa del 1800, raffigurante S.E. mons. Aurelio Tibaldeschi, vescovo di Ferentino, cavaliere Gerosolimitano, Commendatario delle commende Melitensi di San Giacomo di Ferentino, di Albarese e di San Giustiniano di Perugia.

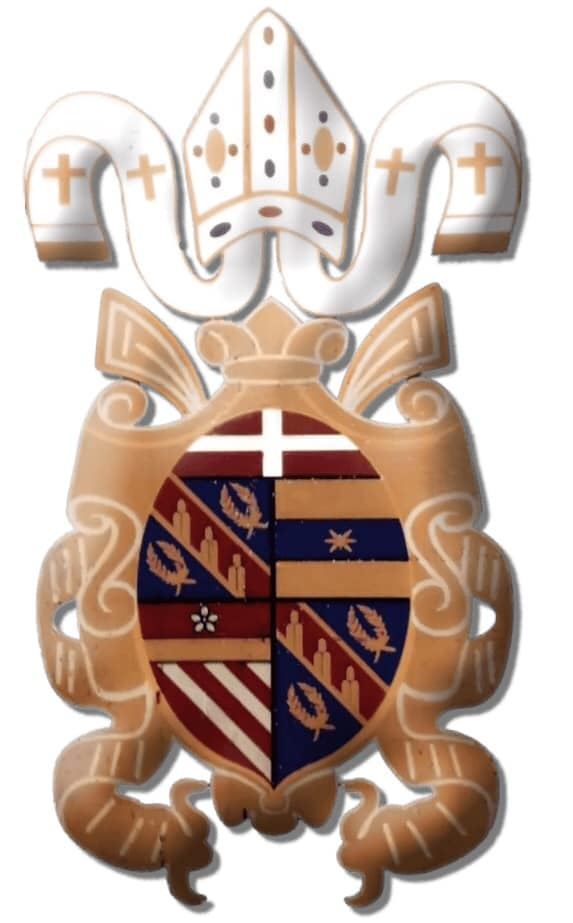
Stemma personale di S.E. mons. Aurelio Tibaldeschi, vescovo di Ferentino (1554-1585), cavaliere Gerosolimitano e Commendatore delle commende di San Giacomo di Ferentino, di Albarese e di San Giustiniano di Perugia.

Aurelio Tibaldeschi, nobile di Ferentino, nacque a Ferentino nel 1516, figlio del nobile romano dottor Giulio Cesare Tibaldeschi e della nobildonna Lorenza Ciocchi del Monte di San Savino, quest’ultima figlia di Pier Paolo, Gonfaloniere di Perugia, e della nobildonna Maria Soggi.
Frequenta gli studi a Roma, dove la sua nobile famiglia possedeva poderi e dimore. Tornato a Ferentino, venne ben presto insignito del cavalierato Gerosolimitano di San Giovanni in Gerusalemme (oggi noto come Cavalieri di Malta), assumendo il nome di fra Aurelio. Fu nipote di papa Giulio III (pontificato 1550–1555) e del Gran Maestro dell’Ordine di Malta, Pietro del Monte (1568–1572).
Nel 1540 Aurelio Tibaldeschi risulta nominato, in un rogito notarile, come commendatario della commenda melitense di San Leonardo di Sezze.
Successivamente, in un rogito notarile del 1548, Aurelio Tibaldeschi viene formalmente nominato cavaliere gerosolimitano, un ordine religioso-militare con antiche radici nel Medioevo, e contestualmente commendatario della commenda melitense di San Giacomo in Ferentino, incarico che comportava la gestione dei beni e dei diritti connessi alla commenda stessa, nonché l’obbligo di sostegno economico e spirituale all’Ordine dei Cavalieri di Malta.
Prima di Aurelio Tibaldeschi, la Commenda di San Giacomo di Ferentino era retta da fra Ottaviano di Montenero, originario di Perugia, il quale, tramite il suo procuratore Cinzio Filonardi di Bauco, affittò i beni della chiesa di San Giovanni nella città di Veroli, spettanti alla commenda stessa.
Il 30 aprile 1554 Aurelio Tibaldeschi venne consacrato vescovo di Ferentino da suo zio, papa Giulio III del Monte, come confermato dallo storico F. Ughelli.
Successivamente, in un rogito notarile datato 5 luglio 1563, Aurelio Tibaldeschi figura come vescovo di Ferentino e commendatario della commenda melitense di San Giacomo, situata nella stessa città.
Lo storico B. del Pozzo, nella sua opera Ruolo de' cavalieri gerosolimitani della veneranda lingua italiana, descrive mons. Aurelio Tibaldeschi con le seguenti parole: "Anno 1554, fra Fabrizio Aurelio Tibaldeschi vescovo, commendatore d'Albarese e di San Giustiniano di Perugia".
Anche lo storico araldico Teodoro Amayden, nella sua Storia delle famiglie romane, alla voce Tibaldeschi, lo indica come Fabrizio, confondendolo con il fratello, e attribuisce la sua nomina al cavalierato gerosolimitano all’anno 1554.
Entrambi gli storici citati, B. Del Pozzo e T. Amayden, confondono Aurelio Tibaldeschi con il fratello Fabrizio e attribuiscono la sua nomina al cavalierato gerosolimitano all’anno 1554. Tale data è tuttavia smentita da documenti rinvenuti negli archivi storici comunali e notarili di Ferentino, i quali attestano che Aurelio era già cavaliere gerosolimitano nel 1544. La data del 1554, invece, si riferisce esclusivamente alla sua consacrazione a vescovo di Ferentino.
Durante l’episcopato di mons. Aurelio Tibaldeschi si svolse la famosa Guerra di Campagna (1556-1557), conclusasi con il Concordato di Cave il 12 settembre 1557. Poco prima, la battaglia di San Quintino aveva assicurato agli spagnoli il predominio in Europa.
Lo storico dei papi Ludovico Pastor definì la Guerra di Campagna «una disgraziata guerra».
Un altro storico, Hertling, definì la Guerra di Campagna «una guerra quasi ridicola», ma, come tutte le guerre, essa portò nelle zone di Campagna e Marittima morte, soprusi e distruzione.
Nel 1574 mons. Aurelio Tibaldeschi fu nominato da papa Gregorio XIII commissario e procuratore della venerata Casa di Loreto e di Ancona, e successivamente prefetto della Basilica della Consolazione di Roma.
Nei documenti relativi a mons. Aurelio Tibaldeschi e al fratello Vincenzo, i notai spesso aggiungevano al cognome paterno Tibaldeschi anche quello materno, del Monte, facendo così comparire la dicitura Tibaldeschi del Monte.
Il 20 settembre 1584 mons. Aurelio Tibaldeschi acquistò dai suoi cugini di Norcia una casa situata nella terra di Norcia. Dal rogito notarile si legge: Si sono costituiti, davanti al notaio Orazio Gerardi di Ferentino, i signori Gerolamo, Giulio, Roberto e Annibale dei Tibaldeschi di Norcia, residenti in Ferentino, i quali vendono al reverendo Aurelio Tibaldeschi, vescovo di Ferentino, una loro casa, composta da diverse stanze, posta nella terra di Norcia, nella parrocchia di Santa Maria, vicino ai beni di Antonio Argentieri, il ponte di mezzo e la via pubblica ai quattro lati, per il definitivo prezzo di ducati 263, i quali dichiarano di aver ricevuto, esclusa la somma di scudi 162 data al procuratore Tiberio Cerrini per la dote di donna Porzia, sorella germana dei venditori. Fatti salvi i diritti della loro madre donna Silvia Accursi.
Atto nel palazzo episcopale di Ferentino, alla presenza dei testimoni signor Antonio Campo e Pietro da Cascia".
Mons. Aurelio Tibaldeschi era nipote di papa Giulio III e di Pietro del Monte, Gran Maestro dell’Ordine di Malta dal 1568 al 1572, con sede a Valletta.
Il 7 gennaio 1585 mons. Aurelio Tibaldeschi nominò suo procuratore il signor don Francesco, residente a Supino, per la gestione delle case e dei terreni situati all’interno della città di Norcia. Dal rogito notarile si legge:"
L’illustrissimo e reverendissimo don Aurelio dei Tibaldeschi de Monte, per grazia di Dio e della Sede Apostolica, vescovo di Ferentino, non potendo personalmente curare i propri interessi a causa della distanza e degli impegni derivanti dai suoi numerosi affari, nomina suo procuratore generale il signor don Francesco, abitante in Supino, conferendogli le più ampie facoltà.".
Mons. Aurelio Tibaldeschi morì a Roma il 2 maggio 1585. Questa informazione è confermata da un rogito notarile nel quale suo fratello Vincenzo rinuncia all’eredità di mons. Aurelio, suo germano fratello. Dal documento si legge:
"L’illustrissimo signore Vincenzo Tibaldeschi, avendo conoscenza della morte di suo fratello, reverendo Aurelio, avvenuta nel mese di maggio 1585, senza aver fatto testamento, e non avendo il reverendo lasciato figli né naturali che gli possano succedere, conoscendo che l’eredità gli possa essere di danno, ripudia tale eredità. Atto rogato nella cancelleria civile della città di Ferentino alla presenza dei testimoni signor Silvestro Pagella e Giovanni Antonio Masi.".

### Vincenzo Tibaldeschi

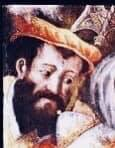
Ritratto del 1580, di Vincenzo Tibaldeschi (fratello di Aurelio Tibaldeschi, vescovo di Ferentino), colonnello delle milizie, governatore e capitano a guerra del popolo di Ferentino (1557).

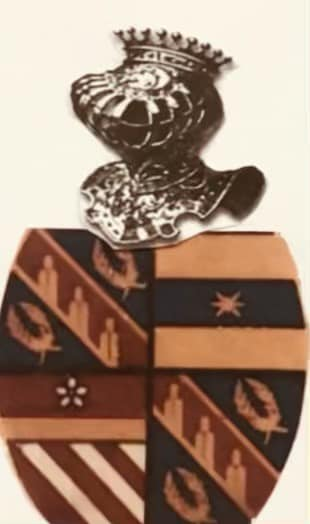
Stemma personale di Vincenzo Tibaldeschi, colonnello delle milizie, governatore e capitano a guerra del popolo di Ferentino. Lo stemma è inquartato: nel primo e quarto partito le armi dei Ciocchi del Monte di San Savino (Vincenzo era figlio di Lorenza Ciocchi del Monte di San Savino, figlia di Pierpaolo, fratello del cardinale Antonio Maria Ciocchi del Monte); nel secondo partito, d’oro con una fascia azzurra caricata di una speronella d’oro (arma spesso utilizzata da Pietro Tibaldeschi di Norcia, senatore romano); nel terzo partito l’antico stemma dei Tibaldeschi romani.

Vincenzo Tibaldeschi, nobile di Ferentino, fu governatore di Ferentino, colonnello al servizio del re di Francia durante la guerra di Siena, militò inoltre sotto il re Filippo II di Spagna e fu generale nelle campagne militari del papa Giulio III, suo zio consobrino, ossia prozio materno, fratello della nonna materna, secondo la genealogia della famiglia Ciocchi del Monte..
Divenne capostipite del ramo di Ferentino, fratello di mons. Aurelio Tibaldeschi, vescovo di Ferentino, e di Fabrizio, deceduto in giovane età, nonché di Cornelia, sposata con Matteo Paonio di Veroli.
Nacque a Ferentino nel 1522, figlio del nobile romano Giulio Cesare Tibaldeschi e di Lorenza Ciocchi del Monte. Studiò a Roma, dove la sua famiglia possedeva poderi e dimore. Terminati gli studi, si arruolò nell’esercito pontificio, raggiungendo il grado di colonnello. Fu nipote del pontefice Giulio III (1550-1555) e del Gran Maestro dell’Ordine di Malta Pietro del Monte (1568-1572).
Vincenzo tornò a Ferentino e sposò Clarice Teodino di Arpino, sorella del vescovo di Sora, Eliseo Teodini. Da questo matrimonio nacquero Giulio Cesare II, Faustina, monaca, e Vestilia, sposata con Pietro Caetani, signore di Maenza.
Durante la guerra di Campagna (1556-1557) sostenne suo fratello Aurelio, vescovo di Ferentino; per i suoi meriti fu nominato da Marcantonio Colonna capitano a guerra e governatore di Ferentino.
Nel 1570 Vincenzo Tibaldeschi è menzionato in un rogito notarile come giudice in una sentenza, così recita il documento: In nomine Domine amen. Noi Vincenzo Tebaldescho Arbitro / et Arbitratore, et Giudice.
Nel 1587 Vincenzo Tibaldeschi è menzionato in un rogito notarile come Governatore della città di Ferentino; nel documento si legge: Il Governatore della città di Ferentino Vincenzo Tibaldeschi emette sentenza per una lite intercorsa tra la comunità di Ferentino e Nicola Antonio Raoni, rettore degli studi nella medesima città
In un altro rogito notarile, datato 17 luglio 1590, Vincenzo viene menzionato dal notaio con l’aggiunta del cognome materno, così recita il documento: Il nobile ed illustre signore Vincenzo Tibaldesco de Monte di Ferentino, cittadino romano, figlio del fu signor Giulio Cesare di Ferentino, nomina suo procuratore il signor Onofrio Tempesta, romano, figlio del fu Vespasiano di Ferentino, romano, per la costituzione di un censo di scudi quarantadue e mezzo, (che corrispondono a circa 9.400 € di oggi) per la casa posta nella regione Pigna, vicino all’arco di Camilliano, con il consenso di Clarice Teodini di Arpino, sua moglie. Per censo di scudi si intende una forma di contratto di credito garantito da un bene immobile.
Il 12 maggio 1590, donna Clarice Teodini, moglie di Vincenzo Tibaldeschi, fece redigere il proprio testamento, ordinando di essere seppellita nella chiesa di San Francesco di Ferentino, nella cappella gentilizia della famiglia Tibaldeschi, concessa a suo marito Vincenzo Tibaldeschi.
Nel 1603 Vincenzo Tibaldeschi fece testamento, disponendo di essere sepolto nella chiesa di San Francesco a Ferentino, nel sepolcro gentilizio della sua famiglia. Inoltre, istituì un fidecommesso denominato Primogenitura Tibaldeschi, che stabiliva che i beni familiari fossero amministrati dal primogenito maschio; in assenza di eredi maschi, la successione passava alla linea femminile.
Vincenzo Tibaldeschi lasciò come erede universale il figlio legittimo Giulio Cesare II, a cui trasmise tutti i beni mobili e immobili di famiglia, ovunque situati. Dispose inoltre che la gestione della tenuta delle mole fosse sempre affidata a un "filio qui vocari debent de domo tibaldesca" (figlio che deve appartenere alla casa Tibaldeschi)..
Il 24 agosto 1614, essendo gravemente ammalato, il magnifico Vincenzo Tibaldeschi aggiunse un codicillo al proprio testamento, con cui nominò tutori e curatori dei beni assegnati alla figlia Vestilia, ai nipoti Orazio e Aurelio II, figli di Giulio Cesare II, e ai pronipoti, l’illustrissimo e reverendissimo Ennio Filonardi, vescovo di Ferentino, e l’illustrissimo signore Alessandro Caetani..
Vincenzo morì nel medesimo anno e fu sepolto nella cappella gentilizia della famiglia, sita nella chiesa di San Francesco a Ferentino.

### Giulio Cesare Tibaldeschi II
Giulio Cesare Tibaldeschi, nobile di Ferentino, nacque nel 1547 da Vincenzo Tibaldeschi, nobile romano, e dalla nobildonna Clarice Teodini di Arpino.
Fu mandato a studiare a Roma; tornato a Ferentino, sposò la nobildonna Giulia Conti di Ancona, dalla quale ebbe cinque figli: Lorenzo, Lorenza, Aurelio II (sposato con Vittoria) e Orazio.
Nel 1578 Giulio Cesare Tibaldeschi acquistò un podere nel territorio di Ferentino. Il relativo rogito notarile così recita: "Battista Ionuli di San Luca di Alatri vende a Giulio Cesare Tibaldeschi un podere situato nel territorio di Ferentino, in contrada Fontana Carità, confinante con i beni di Domenico Umile, con quelli della cappella di San Barnaba, con i beni della chiesa di San Valentino, con la via pubblica e con altri confini, per il prezzo di sei scudi."
In un rogito notarile del 1596, relativo a una ratifica di vendita, risulta che Giulio Cesare Tibaldeschi era già deceduto in quello stesso anno. I suoi figli intervennero per confermare due precedenti atti di vendita, come si legge nel documento: «Ratifica di due documenti di vendita fatta dai signori Tibaldeschi, Lorenzo, Aurelio, Orazio, figli del fu Giulio Cesare e nipoti di Vincenzo, romani ed abitanti in Ferentino, su una casa ubicata in Roma, nella Regione Pigna, di fronte alla porta grande del palazzo S. Marco».
Giulio Cesare Tibaldeschi II morì nel 1596 e fu tumulato nella cappella gentilizia di famiglia, situata nella chiesa di San Francesco a Ferentino. Gli succedettero i figli: Lorenzo, che ebbe a sua volta un figlio, Bartolomeo, il quale però non lasciò discendenza; Lorenza, andata in sposa al conte Guido Conti; Vittoria, che prese i voti monastici; Orazio, che rimase celibe; e Aurelio, il quale nel 1614 sposò Antilia Iacobilli.

### Aurelio Tibaldeschi II
Aurelio Tibaldeschi, nobile di Ferentino, nacque nel 1581 dal nobile romano Giulio Cesare II e dalla nobildonna Giulia Conti di Ancona.
Come da tradizione di famiglia, completò gli studi a Roma. Tornato a Ferentino, nel 1616 sposò donna Antilia Iacobilli, figlia di Ascanio, dalla quale ebbe sei figli: Ascanio, Carlo, Giulio Cesare III, Vincenzo, Giulia e Anna.
Nel 1614 fu nominato capo priore del consiglio comunale di Ferentino; nello stesso anno assunse anche l’incarico di rettore della scuola Martino Filetico di Ferentino.
In un rogito notarile del 1630 risulta che Aurelio II era già deceduto, come si evince dal documento: L'illustrissimo signore Ascanio, figlio del fu Aurelio Tibaldeschi, romano, cittadino di Ferentino, nomina suo procuratore il fratello Carlo.
Ascanio, primogenito di Aurelio II, nel 1626 divenne Maresciallo Capitolino e sposò Angela Mastrangeli, da cui nacquero Domenico Antonio, chierico, e Giuseppe; entrambi non lasciarono discendenza.
Carlo, secondogenito di Aurelio II, sposò Felicissima Cortina; da questo matrimonio nacque Aurelio III, che non ebbe prole e morì nel 1699.
Vincenzo II, figlio di Aurelio II, generò Cristoforo, il quale non ebbe prole.
Giulia e Anna, figlie di Aurelio II, vestirono l’abito monastico.
Giulio Cesare III, figlio di Aurelio II, sposò Domitilla Angelilli, figlia di Pompeo, da cui nacquero Bonaventura, Girolamo, Francesco Antonio, Filippo e Attilia.
Aurelio II morì nel 1630 e fu tumulato nella cappella gentilizia della famiglia Tibaldeschi, situata nella Chiesa di San Francesco a Ferentino.

### Giulio Cesare Tibaldeschi III
Giulio Cesare Tibaldeschi, nobile di Ferentino, nacque a Ferentino nel 1612, figlio del nobile romano Aurelio II e della nobildonna Antilia Iacobilli.
Completò gli studi a Roma, dove la sua famiglia possedeva poderi e dimore.
Tornato a Ferentino, sposò donna Domitilla Angelilli, da cui nacquero Bonaventura, Girolamo, Francesco Antonio, Filippo e Attilia.
Nel 1666, Giulio Cesare Tibaldeschi è menzionato in un rogito notarile insieme ai suoi fratelli e nipoti in occasione della vendita di un terreno situato nel territorio di Ferentino, ereditato dal fratello Carlo. Dal documento notarile si legge:
«Si sono costituiti personalmente davanti al notaio gli illustrissimi signori Ascanio e Giulio Cesare dei Tibaldeschi, figli del fu Aurelio, nobile romano, e gli illustrissimi signori Aurelio Tibaldeschi, figlio del fu Carlo, e Giuseppe Tibaldeschi, maggiorenne di anni 25, e il chierico Domenico Antonio Tibaldeschi, maggiorenne di anni 23, figli del signor Ascanio, i quali, al fine di chiudere la vertenza di scudi 80, che corrisponderebbero oggi a circa 47.000€, da versare alla comunità di Ferentino, per debiti contratti da Carlo quando ricopriva la carica di priore, ed essendo loro pervenuti in eredità i beni di detto Carlo, decisero di vendere al signor Giovanni Mario di Ferentino, per scudi ottanta, un terreno ereditario di quarte cinque e mezzo, corrispondenti oggi a 6.875 m², situato nel territorio di Ferentino, in contrada Monte Rave, confinante con i beni di Cesare Nigrelli, i beni di suor Anna Tibaldeschi e la fraterna di Supino».
In un rogito notarile del 28 settembre 1693 si apprende che il nobiluomo Giulio Cesare III era già deceduto nello stesso anno. Dal documento risulta: "Alla presenza del governatore di Ferentino Rocca Pompei, la signora Domitilla, vedova di Giulio Cesare Tibaldeschi, e il figlio Francesco Antonio, nonché a nome degli altri figli Bonaventura, Girolamo e Attilia, stabiliscono di costituire un patrimonio per il chierico Filippo Tibaldeschi, che da dieci anni svolge il servizio di musicista nella Basilica Vaticana, in vista della sua futura ordinazione sacerdotale».
Giulio Cesare III morì nel 1693 e fu sepolto nella cappella gentilizia della famiglia Tibaldeschi, situata nella chiesa di San Francesco a Ferentino.
Il primogenito di Giulio Cesare III, Bonaventura Tibaldeschi, sposò donna Angela, da cui nacque Anna Gaetana, la quale andò in sposa al nobiluomo Pio Mastrozzi; tuttavia, questa coppia non ebbe prole.
Il secondo figlio di Giulio Cesare III, Girolamo, intraprese la carriera ecclesiastica; il terzo, Francesco Antonio, rimase celibe; Filippo divenne musicista presso la Basilica Vaticana e fu ordinato sacerdote; infine, Attilia sposò l’avvocato concistoriale Girolamo Ecoli, dal quale nel 1701 nacque Nicolina.
Il 13 gennaio 1749, Anna Gaetana Tibaldeschi, figlia di Bonaventura Tibaldeschi, ereditò la primogenitura della famiglia Tibaldeschi di Ferentino. Tale fatto risulta da un rogito notarile, relativo a una concordia tra l'illustrissima donna Anna Gaetana Tibaldeschi Mastrozzi e il signor Filippo Getti. Dal documento si legge: "Davanti al Rev. don Bartolomeo Bitozzi, Canonico e dottore utriusque juris, protonotario apostolico, ossia, un sacerdote esperto di diritto civile e canonico, con un ruolo ufficiale nella Curia pontificia, incaricato di redigere documenti importanti per il Papa, e giudice ordinario di Mons. Fabrizio Borgia, vescovo di Ferentino, si è costituita personalmente l'illustrissima signora Anna Gaetana Tibaldeschi, figlia del fu Bonaventura, romana, ora abitante in Ferentino, moglie del signor Pio Mastrozzi, la quale, con il consenso del marito, stipula l'atto di concordia riguardante un molino a grano e una tenuta, acquisiti tramite atto di primogenitura ordinata dal fu Vincenzo senior Tibaldeschi e rilasciata al padre Bonaventura e a Girolamo, suo fratello, con i signori Ghetti, De Andreis ed altri, possessori di alcuni beni insistenti nella primogenitura, ricevendo in cambio la somma di scudi duecento, corrispondente a circa 27.500 € di oggi."

"Atto redatto a Ferentino, nella casa di Anna Gaetana, alla presenza dei testimoni Filippo Ghetti, figlio del fu Francesco Antonio, e del reverendo don Gaetano Pompili di Giovanni Pietro, entrambi di Ferentino."
In un rogito notarile del 19 giugno 1751 si documenta una controversia relativa alla Primogenitura Tibaldeschi tra l’illustrissima Anna Gaetana Tibaldeschi e sua zia Attilia Tibaldeschi, sorella del padre di Anna Gaetana.
Attilia promosse la controversia presso la Sacra Rota, basandosi sul fidecommesso relativo alla Primogenitura Tibaldeschi, che prevedeva il subentro della discendenza femminile in assenza di eredi maschi diretti. Essendo la prima donna diretta della famiglia Tibaldeschi, Attilia ottenne una sentenza favorevole dalla Sacra Rota.
L’illustrissima donna Attilia Tibaldeschi, vedova del fu Girolamo Ercoli, avvocato concistoriale, nominata erede della Primogenitura Tibaldeschi istituita dal fu Vincenzo seniore Tibaldeschi, con testamento datato 9 marzo 1753, istituì una nuova Primogenitura a favore del nipote Girolamo Filonardi.
Girolamo Filonardi, figlio di Francesco e di donna Nicola Ercoli Tibaldeschi, fu nominato erede da Attilia Tibaldeschi, la quale impose al nipote di aggiungere al proprio cognome quello dei Tibaldeschi, diventando così Filonardi Tibaldeschi. In tal modo, Girolamo divenne il capostipite di questo ramo della famiglia di Ferentino, ereditando tutte le sostanze e le tradizioni dell’antichissimo casato Tibaldeschi (cfr. testamento di Attilia in nota 57).

### Attilia Tibaldeschi
Attilia Tibaldeschi, nobildonna di Ferentino, nacque nel 1676 da Giulio Cesare III e Domitilla Angelilli.
Come da tradizione familiare, fu mandata a studiare a Roma.
Ritornata a Ferentino, nel 1700 sposò l’avvocato concistoriale Girolamo Ercoli, da cui ebbe Nicolina nel 1701.
Nel 1753 la Sacra Rota la nominò erede universale dei beni fidecommesso della famiglia Tibaldeschi.
Il 9 marzo 1753 l’illustrissima donna Attilia, vedova dell’avvocato concistoriale Girolamo Ercoli, istituì una nuova Primogenitura a favore del nipote Girolamo Filonardi, figlio del nobiluomo Francesco Filonardi, dei marchesi Filonardi di Veroli, e della nobildonna Nicolina Ercoli Tibaldeschi, unica figlia di Attilia.
Questa secondo la sua volontà testamentaria, impone a suo nipote Girolamo Filonardi, di aggiungere al proprio il cognome Tibaldeschi, divenendo: Filonardi Tibaldeschi, quindi Girolamo diventerà il capostipite dalla famiglia Filonardi Tibaldeschi di Ferentino, ereditando tutte le sostanze e tradizione della nobilissima ed antichissima famiglia Tibaldeschi di Ferentino.
Il testamento di Attilia è molto importante ai fini storici genealogici e vicissitudini della famiglia Tibaldeschi di Ferentino.
La famiglia Tibaldeschi di Ferentino nel 1746, cioè nel periodo di Attilia, rientrò nell'elenco del libro d'oro delle famiglie patrizie romane, e mantenuta fra le nobili famiglie di Ferentino, in virtù della Bolla Benedettina (Urbum Romam) emanata dal Pontefice Benedetto XIV.
Attilia morì nel 1745, e venne tumulata nella cappella gentilizia della famiglia Tibaldeschi, posta nella chiesa di San Francesco in Ferentino.

### Nicolina Ercoli Tibaldeschi
Nicolina Ercoli Tibaldeschi, nobildonna di Ferentino, nacque nella stessa città nel 1701 e vi morì nel 1777. Era figlia del nobiluomo Girolamo Ercoli, avvocato concistoriale, e della nobildonna Attilia Tibaldeschi, figlia di Giulio Cesare III Tibaldeschi e di Domitilla Angelilli.
Come da consuetudine per le famiglie patrizie dell’epoca, fu mandata a studiare a Roma. Tornata a Ferentino, sposò nel 1730 il nobiluomo Francesco Filonardi, figlio del marchese Giulio Cesare Filonardi di Veroli, appartenente al ramo verolano dell'antica famiglia Filonardi.
Dal matrimonio nacque il figlio Girolamo, che, in virtù del testamento della nonna materna Attilia Tibaldeschi (9 marzo 1753), aggiunse al proprio il cognome Tibaldeschi, dando origine al ramo familiare Filonardi Tibaldeschi di Ferentino.
Francesco Filonardi, patrizio verolano, si trasferì a Ferentino e ricoprì il ruolo di Capo Conservatore del Consiglio Comunale di Ferentino nel 1763.
Donna Nicolina Ercoli Tibaldeschi è menzionata anche nell’Album del Patriziato di Veroli, citata nel modo seguente:Nicolina, erede della Casa Tibaldeschi di Ferentino, appartenente alla Casa che annovera cavalieri di Malta, moglie di Francesco Filonardi.
Donna Nicolina morì a Ferentino nel 1777, e venne tumulata nella sua cappella gentilizia posta nella chiesa di San Francesco di Ferentino.

### Girolamo Filonardi Tibaldeschi
Girolamo Filonardi Tibaldeschi, nobile di Ferentino, è il capostipite della famiglia Filonardi Tibaldeschi di Ferentino (cfr. famiglia Filonardi, ramo Filonardi Tibaldeschi di Ferentino).
Nacque a Ferentino nel 1740 e morì nel 1785. Era figlio di Francesco Filonardi, patrizio verolano appartenente ai marchesi Filonardi, e della nobildonna Nicolina Ercoli Tibaldeschi.
Dopo aver completato gli studi a Roma, si arruolò nell’esercito pontificio, dove raggiunse il grado di capitano tenente.

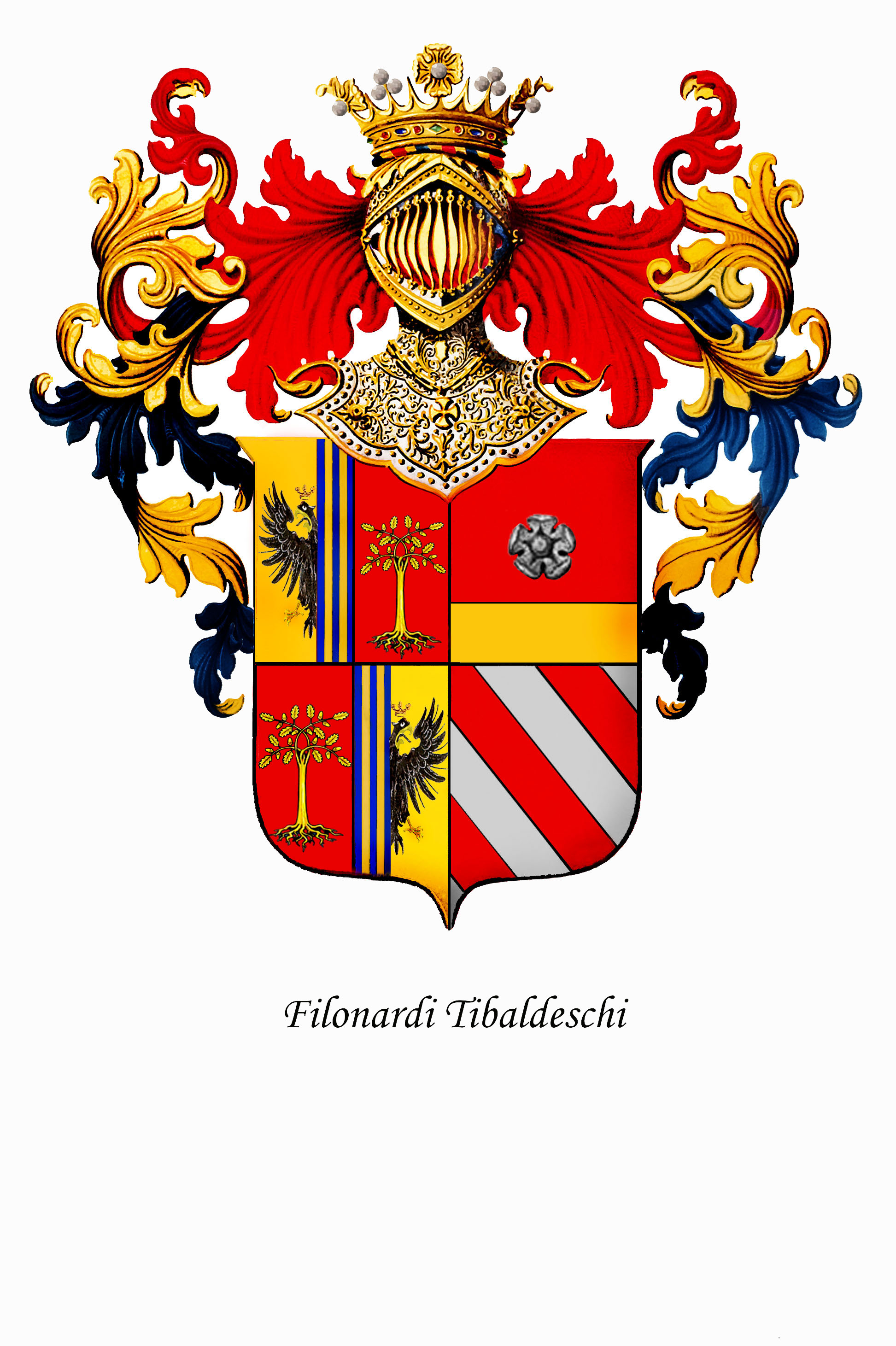
Stemma della famiglia Filonardi Tibaldeschi. Lo stemma nasce nel 1750, anno in cui i due casati si uniscono tramite il matrimonio di Nicolina Ercoli Tibaldeschi e Francesco Filonardi. Da questa unione nacque Girolamo, che diventerà il capostipite della famiglia Filonardi Tibaldeschi.

Nel 1754, Girolamo Filonardi Tibaldeschi fu nominato erede universale del casato Tibaldeschi di Ferentino (cfr. testamento di Attilia, nota 57).
In un rogito notarile del 1758, Girolamo risulta già possessore di tutti i beni ricevuti in eredità da sua nonna materna, Attilia Tibaldeschi, come si evince dalla seguente dicitura: Enfiteusi terreni, Illustrissimo D. Girolamo Filonardi de' Tibaldeschi, oggi legittimo erede e possessore di tutto l'asse ereditario dell'antica e nobilissima famiglia Tibaldeschi.
Nel 1759, sposò in primi voti Rosa Ancarani, nobildonna romana, figlia di Carlo Ancarani, nobile del Sacro Romano Impero. Rosa nacque a Roma nel 1730 e morì a Ferentino nel 1772.
Dal matrimonio nacquero due figli: Anna e Aurelio.
Anna Filonardi Tibaldeschi nacque a Ferentino nel 1759 e vi morì nel 1803; sposò il dottor fisico Romualdo Necci, dal quale ebbe due figli, Domenico e Francesco.
Aurelio Filonardi Tibaldeschi nacque a Ferentino nel 1763 e morì nella stessa città nel 1796; nel 1786 fu nominato capo conservatore del consiglio comunale di Ferentino. Non si sposò e rimase scapolo.
Nel 1759 sposò in primi voti Rosa Ancarani, nobildonna romana, figlia di Carlo Ancarani, nobile del Sacro Romano Impero; nata a Roma nel 1730, morì a Ferentino nel 1772.
Aurelio morì nel 1796 e fu tumulato nella cappella gentilizia di famiglia, situata nella Chiesa di San Francesco in Ferentino.
Nel 1773, Girolamo sposò in seconde nozze Saveria Mastrangeli, figlia di Orlando Mastrangeli di Ferentino. Da questo matrimonio nacquero quattro figli: Anna, nata nel 1774; Vincenzo, nato nel 1775 e morto a Ferentino nel 1805; Antonio, nato nel 1777 e morto a Ferentino nel 1831; e Giovanni Battista, nato nel 1780 e morto a Ferentino nel 1839.
Girolamo morì nel 1785 e fu tumulato nella cappella gentilizia di famiglia Tibaldeschi, situata nella Chiesa di San Francesco in Ferentino.

### Giovanni Battista Filonardi Tibaldeschi
Giovanni Battista Filonardi Tibaldeschi, nobile di Ferentino, nacque a Ferentino nel 1780, figlio del nobiluomo Girolamo Filonardi Tibaldeschi e di Saveria Mastrangeli. Nel 1812 sposò in prime nozze Angela Caliciotti, dalla quale non ebbe prole; Angela morì nel 1817.
Nel 1818 Giovanni Battista contrasse un secondo matrimonio con donna Rosalba, dalla quale ebbe due figli: Alessandro, nato a Ferentino nel 1818 e morto nella stessa città nel 1850, e Liborio, nato a Ferentino nel 1822 e morto ivi nel 1871. Dei due, solo Alessandro lasciò discendenza.
Giovanni Battista Filonardi Tibaldeschi fu nominato erede della primogenitura Tibaldeschi. A conferma di ciò, il 25 dicembre 1804 fece ratificare l’atto di donazione relativo alla primogenitura della famiglia Tibaldeschi di Ferentino. Così si legge nel rogito: In Dei Nomine Amen. Anno Domini 1804. Avanti di me notaio e testimoni infrascritti, presente e personalmente l’illustrissimo signore Giovanni Battista Filonardi Tibaldeschi, figlio della buona memoria di Girolamo procreato con Saveria Mastrangeli, seconda moglie legittimamente di detto Girolamo, di questa città, a me cognito, spontaneamente intende col presente atto dichiarare di fare per sé e per tutti gli futuri chiamati alla primogenitura Filonardi Tibaldeschi.
Giovanni Battista Filonardi Tibaldeschi morì a Ferentino il 3 novembre 1839, come risulta dal Liber Mortuorum conservato presso la parrocchia di Santa Maria Maggiore in Ferentino. Dal certificato di morte si legge: Anno Domini 1839 Die 3 novembris, Joannes Baptista ex marchionibus Filonardi fil. Hieronymus ex hac civitate et parrocchia. Aetatis sue sexaginta circuite annorum . Fu tumulato nella cappella gentilizia della famiglia Tibaldeschi, situata nella chiesa di San Francesco in Ferentino.

### Alessandro Filonardi Tibaldeschi
Alessandro Filonardi Tibaldeschi, nobile di Ferentino, nacque a Ferentino il 20 aprile 1819, figlio del marchese Giovanni Battista Filonardi Tibaldeschi e di donna Rosalba.
Nel 1840 sposò in prime nozze Anna Maria Collalti, dalla quale ebbe cinque figli, tutti deceduti dopo pochi mesi dalla nascita.
Purtroppo nel 1860 morì anche Anna Maria Collalti, moglie di Alessandro.
Nel 1865 il nobiluomo Alessandro Filonardi Tibaldeschi sposò in seconde nozze Battista Polletta, dalla quale ebbe due figli: Antonio, nato a Ferentino nel 1867 e morto nella stessa città nel 1950, e Maria Luigia, nata a Ferentino nel 1870 e deceduta a Ferentino nel 1952.
Da un rogito notarile del 1850, relativo alla nomina di un abate per la Chiesa di San Pietro Ispano, allora sotto il giuspatronato della famiglia Filonardi, si apprende che i fratelli Alessandro e Liborio Filonardi Tibaldeschi furono nominati eredi diretti del fidecommesso istituito dal defunto cardinale Ennio Filonardi. Nel rogito si legge:Nel Nome di Dio così sia. Sotto il Pontificato di Nostro Signore Pio Nono, felicemente regnante, correndo l’anno quinto.
Ratifica di nomina e presentazione all’Abazia vacante di San Pietro Ispano di Bauco, fatta dai signori Alessandro e Liborio, fratelli Filonardi Tibaldeschi, in persona del reverendo sacerdote D. Tommaso Benedetti di Bauco..
A di due agosto milleottocento cinquanta Indizione Romana VIII°.
Avanti a me Pietro Paolo Crescenzi, notaio pubblico residente a Veroli con studio in via la Civetta, e ai sottoscritti testimoni, aventi le qualità legali, presenti e personalmente costituiti i signori Alessandro e Liborio, fratelli Filonardi Tibaldeschi, figli del fu Giovanni Battista, nativi di Ferentino ed ivi domiciliati, precariamente dimoranti in Veroli, conosciuti al signor Ignazio Caja, uno dei testimoni sottoscritti a me notaio e noto, i quali, previa loro dichiarazione, che, vista vacante l’Abbazia della venerabile chiesa di San Pietro Ispano di Bauco, di loro diretto patronato, per rinuncia o rassegna emessa dall’Abate di essa chiesa, don Domenico Filonardi, con atto notarile rogato dal notaio di Bauco Giovanni Crescenzi, registrato a Veroli al vol. 37, foglio 36, quindi essi signori costituiti fratelli Filonardi Tibaldeschi, di loro piena, libera e spontanea volontà e in ogni altro miglior modo, dichiarandosi costantemente persistenti nella nomina e presentazione fatta a favore del reverendo sacerdote don Tommaso Benedetti, prenominato.
In un altro rogito notarile del 1852, relativo alla vendita di un terreno, si apprende che i fratelli Alessandro e Liborio Filonardi erano descritti come industriosi. Nel rogito si legge: In Nome di Dio, del Pontefice di Nostro Signore Papa Pio IX, l'anno VII, Indizione Romana X. Il di poi ventuno giugno milleottocento cinquantadue.
Avanti a me Arcangelo Rossi, notaio residente a Ferentino, assistito dagli infrascritti testimoni, abili e conosciuti, si sono costituiti personalmente i signori Alessandro e Liborio, fratelli germani Filonardi, figli del fu Giovanni Battista, nativi e domiciliati a Ferentino, industriosi e conosciuti.
Alessandro morì il 4 maggio 1880 e fu tumulato nel cimitero pubblico, poiché il decreto napoleonico allora vigente vietava la sepoltura nelle chiese.

### Antonio Filonardi Tibaledeschi
Antonio Filonardi Tibaldeschi, nobile di Ferentino, nacque a Ferentino il 13 marzo 1867 e morì nel 1949 nella stessa città. Era figlio del nobiluomo Alessandro Filonardi Tibaldeschi e di Battista Polletta. Sposò in prime nozze, nel 1886, Rosa Calacci, dalla quale ebbe cinque figli: Pietro, nato a Ferentino nel 1887 e morto in America nel 1966; Arcangelo, nato a Ferentino nel 1892 e morto in America nel 1962; Emilia, nata a Ferentino nel 1897 e morta in America nel 1961; Cesare, nato a Ferentino nel 1908 e morto in America nel 1910; Luigi, nato a Ferentino nel 1908 e morto a Ferentino nel 1982.
Antonio, nel 1909, si trasferì con tutta la sua famiglia negli Stati Uniti d'America.
Stabilitosi lì per curare alcuni interessi di famiglia, vi rimase per circa quattordici anni. Tornò a Ferentino solo dopo la morte di sua moglie, Rosa Calacci, avvenuta nel 1922 in America.
Tornato a Ferentino, nel 1923, trovò il suo patrimonio di famiglia dilapidato, in particolar modo si trovò privato del diritto di nomina di un Abate della Chiesa di San Pietro Ispano in Bauco, Attuale Boville Ernica, allora giuspatronato di famiglia dei marchesi Filonardi.
Questo diritto di nomina di un Abate della Chiesa di San Pietro Ispano fu esercitato per l’ultima volta nel 1850 da Alessandro; successivamente, Antonio citò in giudizio don Mattia Picarazzi, parroco della Chiesa di San Pietro Ispano di Boville Ernica, insieme al soggetto che aveva effettuato la nomina contestata.
La motivazione della causa era il rigetto della nomina, così dall'atto: "In Nome di Sua Maestà Vittorio Emanuele III° per grazia di Dio e per volontà della Nazione Re d'Italia. Il Tribunale di Frosinone, nella causa civile iscritta al N° 917 del relativo registro per l'anno 1923, tra Antonio Filonardi Tibaldeschi, fu Alessandro, domiciliato a Ferentino ed elettivamente in Frosinone nello studio legale del sig. Avvocato Odovardo Di Torrice, e Picarazzi D. Mattia fu Vincenzo Abate e parroco della Chiesa di San Pietro Ispano di Boville Ernica, domiciliato in Frosinone nello studio legale del sig. Avvocato Mario Carbone procuratore che lo rappresenta e difende."
Il sig. Avvocato Di Torrice con una prima comparsa conclude: che piaccia all'illustrissimo Tribunale di Frosinone, ogni contraria istanza, di accogliere la domanda attrice annullando la nomina e presentazione di Don Mattia Picarazzi a parroco di San Pietro Ispano di Boville Ernica illegalmente fatta".
Antonio, nel 1927, sposò in seconde nozze Maria Reali di Ferentino, da cui ebbe Claudio, nato a Ferentino nel 1928 e morto nel 1985 nella stessa città.
Antonio morì nel 1949 e fu sepolto in pubblico cimitero.
Il ramo tuttora in vita di questa antica famiglia, discendente da Vincenzo Tibaldeschi, governatore di Ferentino nel 1557 e fratello del vescovo di Ferentino Aurelio Tibaldeschi, è quello ancora presente a Ferentino e che, a partire dalla metà del XVIII secolo, assunse il nome Filonardi Tibaldeschi; di tale linea fanno parte Luigi, nato a Ferentino il 1º gennaio 1908 e morto nel 1982, e Claudio, nato a Ferentino nel 1928 e morto nel 1985.
Da Luigi, figlio di Antonio e di Calacci Rosa, nacque a Torri in Sabina Carlo Filonardi Tibaldeschi, da cui: Pietro Filonardi Tibaldeschi, nato a Ferentino il 10 gennaio 1966.
La famiglia Tibaldeschi di Ferentino rientrò nell'elenco del Libro d'Oro della Nobiltà Italiana del 1922 con il titolo di Nobili di Ferentino.
Per quanto riguarda lo stemma della famiglia Tibaldeschi, sembrerebbe derivare da quello degli Orsini, con colori opposti. Da un manoscritto del 1650 del monaco Fortunato Ciucci, nella Storia di Norcia, ms. ff. 74, Archivio Storico di Norcia, conosciamo le origini della famiglia e dello stemma. Così dal manoscritto: «Discendono da un certo Tebaldo Orsini, siccome nell'impresa della rosa si vede; e perché il detto stava in discordia tra fratelli, lasciò nell'ultimo testamento ai suoi figliuoli ed eredi che pigliassero il cognome del suo nome, Tebaldo — Tebaldeschi — e non volendo ciò eseguire, li privava affatto del suo avere, e che ne fosse padrone San Pietro di Roma. E di più li ordinò che mutassero l'arma di colori opposti, come si legge dalle Cronache di D. Virgilio Ursini, ed è per questo che si vede la loro insegna di colori opposti